# Hepatitisz A
A hepatitisz A (vagy vírusos májgyulladás A) a máj fertőző megbetegedése, amit a hepatovírus A okoz. A fertőzés az esetek nagy részében tünetmentes, főleg a gyerekek esetében. Lappangási ideje 2-6 hét; ezt követően hányinger, hányás, hasmenés, a bőr és a szemfehérje sárgasága, láz, hasi fájdalom jelentkezik. Májelégtelenség csak ritkán fordul elő, és inkább csak az időseknél.
A vírus többnyire ürülékkel szennyezett étellel vagy vízzel terjed; de nyers vagy nem eléggé megfőzött kagylók által is elkapható. A gyermekkori fertőzés többnyire tünetmentes és ezután az illető élete végéig immunis lesz a hepatovírus A-ra.
Megelőzésére a gyakori kézmosás, általános higiéné, illetve védőoltás javasolt. Specifikus kezelés nincs, a súlyos esetekben a tüneteket enyhítik. A betegség több hétig (jellemzően két hónapnál rövidebb ideig) tart, de ezután krónikus májkárosodás nélkül gyógyul.
A hepatitisz A a nagy népsűrűségű, rossz közegészségügyi viszonyokkal rendelkező régiókban gyakori. Évente mintegy 1,4 millió tünetes fertőzést regisztrálnak, amelyek kb. 11 200 áldozatot követelnek. Magyarországon 2018-2021 között 75-177 esetet jelentettek évente, ám egy járvány miatt 2022-ben 533-ra ugrott fel az esetszám. 

## Tünetek
A hepatitisz A korai tünetei hasonlítanak az influenzáéra, bár egyes esetekben (főleg gyerekeknél, ahol a fertőzések 90%-a is tünetmentes lehet) egyáltalán nem jelentkeznek tünetek. A tünetek általában két-hat héttel (átlagosan 28 nappal) a megfertőződés után lépnek fel. A felnőttek esetében a fertőzések mintegy 80%-a jár együtt tünetekkel.
A szimptómák jellemzően két hónapnál rövidebb ideig állnak fenn, bár megfigyeltek már 6 hónapig tartó hepatitisz A-t is. A jellemző tünetek a következők: fáradékonyság, láz, hányinger, étvágytalanság, sárgaság (a bőr és a szemfehérje sárgás elszíneződése a bilirubin felhalmozódása miatt), sötét borostyánsárga vizelet, hasmenés, világos vagy agyagszínű széklet, jobb oldali hasi fájdalom.
Ezenkívül felléphetnek ízületi fájdalmak, vérszegénység, hasnyálmirigy-gyulladás, nyirokcsomó-megnagyobbodás; nagyon ritkán veseelégtelenség vagy szívburok-gyulladás.
Súlyos, kezeletlen esetekben a betegség halálos is lehet. Az Egyesült Államokban a betegség mortalitási rátája 0,015% a teljes népességet tekintve, de az 50 fölöttiek és májbetegek esetében már az 1,8–2,1%-ot is eléri. A gyerekek fertőzése általában enyhébb lefolyású (az esetek döntő többségében tünetmentes) és csak 1-3 hétig tart; a betegség súlyossága a korral együtt nő.

## Diagnózis

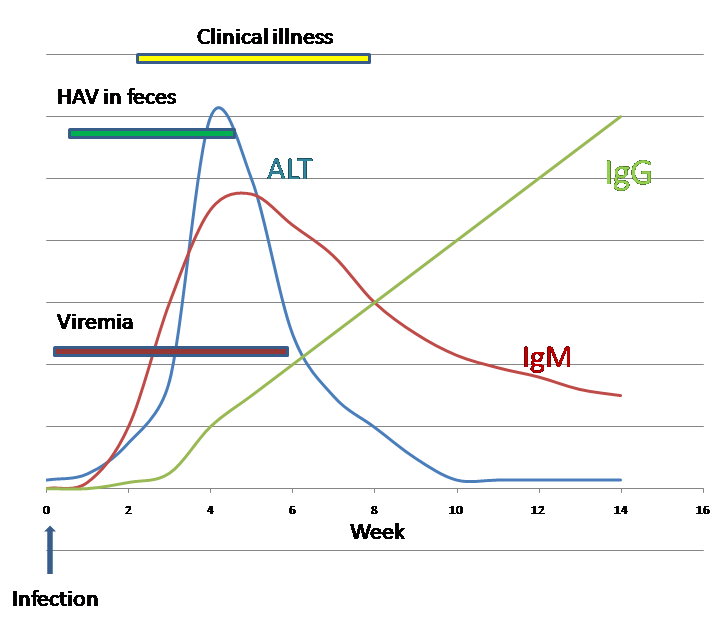
Az IgG, IgM és az alanin-transzamináz májenzim (ALT) szintje a vérszérumban hepatitisz A-fertőzés során

Bár a lappangási idő vége felé már maga a kórokozó vírus is megjelenik a székletben, a diagnózist rendszerint a vérben megjelenő IgM ellenanyagok alapján állítják fel. Az IgM a betegség elején jelenik meg, általában 1-2 héttel a megfertőződés után és kb. 14 hétig mutatható ki a vérből. Az IgM-et az IgG váltja fel; jelenléte azt jelzi, hogy az akut fázis véget ért és a páciens immunis a további hepatitisz A-fertőzésekre. A vírus elleni IgG a védőoltás beadása után is megjelenik a vérben.
A fertőzés akut stádiumában az alanin-transzferáz májenzim szintje a vérben jóval magasabb a szokásosnál; ennek oka, hogy a kiszabadul a vírus által elpusztított májsejtekből. A tünetek megjelenése előtt mintegy két héttel már maga a vírus is kimutatható a vérből és a székletből.

## Megelőzés
A hepatitisz A-fertőzést védőoltás beadásával, valamint megfelelő higiénés körülményekkel (kézmosás étkezés előtt, megfelelő csatornázás) lehet megelőzni.
Kétféle oltóanyag létezik; az egyik inaktivált, a másik élő, de legyengített vírust tartalmaz. Mindkettő mintegy 95%-os immunitást nyújt a fertőzések ellen, mintegy 25 éven át. Beadása két adagban történik: az első a beadást követő 2-3 hét után kb. egy évig tartó védelmet biztosít; a második, amelyet 6-12 hónappal később adnak, 20 évnél tovább is megvéd.
A vakcinát 1992-ben vezették be, eleinte a magas kockázatú környezetben élők számára. Azóta egyes országok (mint Izrael vagy Bahrein) programot indítottak a hepatitisz A teljes felszámolására. Azokban az országokban ahol korábban széleskörűen jelen volt a betegség és tömeges oltókampányokat hajtottak végre (mint Kína, India vagy Panama), a hepatitisz A előfordulása drasztikusan csökkent.

## Kezelés
A hepatitisz A-fertőzésre nincs specifikus kezelési módszer, de a tünetek enyhíthetők és megfelelő étkezéssel, folyadékpótlással megszüntethető a hányás és hasmenés okozta kiszáradás. A teljes gyógyulásig hetekig vagy akár hónapokig is várni kell.

## Kórokozó

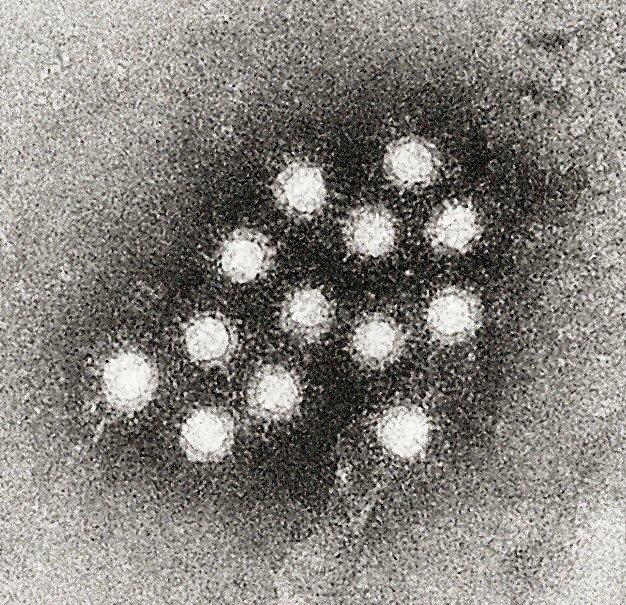
Hepatovírus A elektronmikroszkópos képe

A betegséget a hepatovírus A (régebbi nevén hepatitisz A-vírus) okozza. A hepatovírusoknak 9 faja van, a többiek denevéreket, rágcsálókat, egyéb kisemlősöket fertőznek.
A hepatitisz A-vírusnak egy szerotípusa és hat genotípusa ismert. Az I-III genotípus általában embereket (altípusai: IA, IB, IIA, IIB, IIIA, IIIB), a IV–VI majmokat fertőz.   A III. genotípust emberekből és éjimajomfélékből egyaránt izolálták. Az emberek között az I. (azon belül is az IA) genotípus a leggyakoribb. Mutációs sebessége alapján úgy becsülik, hogy az emberi és majomváltozat kb. 3600 évvel ezelőtt vált el egymástól.

### Szerkezete
A hepatovírus A a pikornavírusok közé tartozik, nem rendelkezik lipidburokkal és genomja egyszálú, pozitív-szenz RNS-ből áll. Ikozaéder alakú kapszidjának átmérője 27 nm, amely 3 fehérje (VP1, VP2, VP3) 60-60 darabjából tevődik össze. Genomja kb. 7500 bázisnyi hosszú és 11, egymással részben átfedő gént tartalmaz.

### Szaporodása
A vírus különféle gerinces fajokban szaporodik. Ürülékkel vagy vérrel terjed.
A lenyelést követően a kórokozó a garat vagy a bél epitéliumán keresztül bejut a véráramba; onnan pedig a májba. Gazdasejtjei a hepatociták és a Kupffer-sejtek (a máj makrofágjai). A gazdasejt felszínéhez kapcsolódva endocitózissal kerül be a citoplazmába, ahol a kapszid szétesése után az RNS-genomot közvetlenül mRNS-ként használva megkezdődik a fehérjeátírás és a genom másolása. Más pikornavírusoktól eltérően ehhez szüksége van a sejt eukarióta iniciációs faktor 4G-jére (eIF4G); emiatt nem is állítja le a gazdasejt saját fehérjeszintézisét. A négy struktúrprotein (VP1-4) egyetlen hosszú fehérjeláncként íródik át, amelyet a vírus proteáza (a 3C gén terméke) vág megfelelő méretű darabokra. A kész vírusrészecskék felgyülemlenek a sejtben, majd annak pusztulásával kijutnak a sejtek közötti térbe. Innen bekerülnek az epébe, majd a székletbe. 10-11 nappal a fertőzés után, még a tünetek megjelenése előtt már megtalálható a béltartalomban és a vérben is. 
A vírusnak nincs külön citotoxikus hatása, a májkárosodás jórészt a gazda immunrendszerének köszönhető, amely elpusztítja a fertőzött sejteket.

### Terjedése
A hepatitisz A-vírus elsősorban széklettel szennyezett étel fogyasztásával terjed, elsősorban nagy népsűrűségű területeken, rossz higiéniai viszonyok között. Ezenkívül vér-vér érintkezéssel vagy anális-orális szexuális aktus során is átadódhat.Ahol a tengerparti városok közvetlenül a tengerbe engedik a szennyvizet, a környéken élő kagylók is tartalmazhatják a kórokozót és fogyasztásuk hepatitiszt okozhat. Maguk a kagylók nem fertőződnek, a vírus egyetlen természetes rezervoárja és továbbítója (vektora) az ember. Csak akut fertőzést okoz, krónikus vírusfertőzés nem ismert.
Az Egyesült Államokban a vírusos májgyulladások mintegy 40%-áért a hepatovírus A felelős. A vírus igen ellenálló a savas közeggel (2 órán át kibírja az pH 1-es oldatot), a magas hőmérséklettel (60 °C-ot egy órán át) és a detergensekkel szemben; jól tűri a kiszáradást is. A természetes vizekben hónapokig életképes marad. A vezetékes vízben alkalmazott klórozás elpusztítja; akárcsak az agresszívabb fertőtlenítőszerek, mint a formalin (0,35%, 37 °C, 72 óra), a perecetsav (2%, 4 óra), béta-propiolakton (0,25%, 1 óra). A fejlődő országokban a gyerekek szinte 100%-a átesik a fertőzésen, ám ezáltal immunitást szereznek életük hátralevő részére. Az életszínvonal (és a tiszta vízhez való hozzáférés) növekedésével a betegség gyakorisága csökken. A fejlett országokban ritka, előfordulása sokszor a magas kockázatú országok látogatásával függ össze.

## Előfordulása

A hepatitisz A elterjedtsége a világon(
magas: 8%-nál több
közepes: 2-7%
alacsony: kevesebb mint 2%

Becslések szerint évente világszerte mintegy 1,4 millió embernél fordulhat elő tünetes hepatovírus A-fertőzés. 2015-ben a betegségnek 11 200 halálos áldozata volt. A fejlődő országokban jóval magasabb az esetszám; ennek eredményeképpen a serdülők és felnőttek többsége már immunis az újabb fertőzésekre. A legnagyobb kockázatnak a közepesen fejlett országok felnőtt lakosai, vagy a fejlődő országokba látogató turisták vannak kitéve, mivel gyerekkorban nem találkoztak a vírussal.
2022-ben az Európai Gazdasági Térség (EU, valamint Norvégia és Izland) területéről 4548 hepatitisz A esetet jelentettek, ami jelentős csökkenés a 2018-as 14 999-hez képest; ez 1,0 esetet jelent 100 ezer lakosra vonatkoztatva (2018-ban 3,3 volt). A leginkább érintett országok Magyarország (5,5), Horvátország (3,3), Románia (4,8) és Bulgária (4,4) volt. Az első két állam esetében ez egy helyi járvány következménye, a korábbi években Magyarország 0,3-1,8; míg Horvátország 0,1-2,3-as előfordulásokat produkált. Románia és Bulgária jóval magasabb (23,2 és 19,1 2018-ban) értékekről fokozatosan javított a helyzeten. Általánosságban elmondható hogy a covid-19 karanténéveiben jelentősen csökkent az európai országokban a hepatitisz A előfordulása. A nyugat-európai országokban (mint Németország, Franciaország, Spanyolország) az esetek kétharmada volt köthető fejlődő országban (leggyakrabban Marokkó, Algéria és Pakisztán) tett látogatáshoz. Európában 2022-ben tízen haltak bele a fertőzésbe.
A 2021-22-es magyarországi járvány egy szennyezett fagyasztott gyümölcs-szállítmányhoz és a belőle készített, közétkeztetésbe került gyümölcsleveshez volt köthető. Ez a járvány hat másik EU-tagállamra és Nagy-Britanniára is kiterjedt. Az akut járványoktól eltekintve Magyarországon a legtöbb esetet a keleti régióban, a szociálisan hátrányos helyzetű közösségekben jelentik.

## Fordítás
- Ez a szócikk részben vagy egészben  a   Hepatitis A című angol Wikipédia-szócikk ezen változatának fordításán alapul.  Az eredeti cikk szerkesztőit annak laptörténete sorolja fel. Ez a jelzés csupán a megfogalmazás eredetét és a szerzői jogokat jelzi, nem szolgál a cikkben szereplő információk forrásmegjelöléseként.